# Välfärdsområdesvalet i Finland 2022
Det första välfärdsområdesvalet i Finland hölls den 23 januari 2022. I valet valdes ledamöter till 21 välfärdsområden vars välfärdsfullmäktige har antingen 59, 69 eller 79 ledamöter beroende på områdets folkmängd. Totalt valdes 1 379 ledamöter.
Valet berörde inte Helsingfors vars stadsfullmäktige även i fortsättningen ansvarar för social- och hälsovård samt räddningstjänst. Inte heller på Åland genomfördes detta val på grund av landskapets autonoma status som garanterar ansvaret över social- och hälsovårdservice.

## Bakgrund
Regeringen Marins föreslag om social- och hälsovårdsreform godkändes av riksdagen den 23 juni 2021. I stället för kommunerna kommer nya välfärdsområden ta ansvar över social- och hälsovården samt för räddningstjänsten.
Från och med 2025 kommer valet ordnas samtidigt med kommunalvalet.
Tidtabellen för valet 2022 var följande:
| Händelse                                                                                  | Datum                  |
| ----------------------------------------------------------------------------------------- | ---------------------- |
| Välfärdsområdesfullmäktiges storlek bestämdes av invånarantalet i välfärdsområdet         | 31.8.2021              |
| Uppgifterna om vem som är röstberättigad i vilket välfärdsområde hämtades ur registren    | 3.12.2021              |
| Kandidatansökningar skulle lämnas in till välfärdsområdesvalnämnden senast                | 14.12.2021 före kl. 16 |
| Välfärdsområdesvalnämnderna fastställde kandidatuppställningen (inklusive kandidatnumren) | 23.12.2021             |
| Rösträttsregistret vann laga kraft                                                        | 11.1.2022              |
| Anmälan till hemmaröstning var öppen                                                      | till 11.1.2022 kl. 16  |
| Förhandsröstning i Finland                                                                | 12–18.1.2022           |
| Förhandsröstning utomlands                                                                | 12–15.1.2022           |
| Välfärdsområdesvalnämnderna fastställer resultatet i välfärdsområdesvalet                 | 26.1.2022              |
| Fullmäktige inleder sitt arbete                                                           | 1.3.2022               |

## Valkretsar och allianser
| Välfärdsområde                        | Antal ledamöter | Valallians                        |
| ------------------------------------- | --------------- | --------------------------------- |
| Östra Nylands välfärdsområde          | 59              | Saml. + KD                        |
| Mellersta Nylands välfärdsområde      | 69              | Cent. + SFP                       |
| Västra Nylands välfärdsområde         | 79              |                                   |
| Vanda och Kervo välfärdsområde        | 69              | Saml. + SFP                       |
| Egentliga Finlands välfärdsområde     | 79              | Saml. + SFP                       |
| Satakunta välfärdsområde              | 69              | Saml. + KD                        |
| Egentliga Tavastlands välfärdsområde  | 59              | VKK + Kristall                    |
| Birkalands välfärdsområde             | 79              | VKK + Kristall, Saml. + SFP       |
| Päijänne-Tavastlands välfärdsområde   | 69              | Saml. + SFP                       |
| Kymmenedalens välfärdsområde          | 59              | Saml. + SFP                       |
| Södra Karelens välfärdsområde         | 59              | VKK + Kristall                    |
| Södra Savolax välfärdsområde          | 59              |                                   |
| Norra Savolax välfärdsområde          | 69              |                                   |
| Norra Karelens välfärdsområde         | 59              |                                   |
| Mellersta Finlands välfärdsområde     | 69              | Cent. + SFP, VKK + Kristall + SKE |
| Södra Österbottens välfärdsområde     | 59              |                                   |
| Österbottens välfärdsområde           | 59              | Lib. + Pir.                       |
| Mellersta Österbottens välfärdsområde | 59              | Saml. + SFP                       |
| Norra Österbottens välfärdsområde     | 79              | Saml. + SFP + KD                  |
| Kajanalands välfärdsområde            | 59              |                                   |
| Lapplands välfärdsområde              | 59              | Saml. + KD, Gröna + SFP           |

## Resultat
| Parti              | Röster    | Andel (%) | Platser |
| ------------------ | --------- | --------- | ------- |
| Samlingspartiet    | 401 320   | 21,6      | 289     |
| Socialdemokraterna | 359 014   | 19,3      | 275     |
| Centern            | 356 462   | 19,2      | 297     |
| Sannfinländarna    | 206 477   | 11,1      | 156     |
| Vänsterförbundet   | 148 594   | 8,0       | 100     |
| Gröna              | 136 961   | 7,4       | 90      |
| SFP                | 91 404    | 4,9       | 77      |
| Kristdemokraterna  | 78 825    | 4,2       | 57      |
| Rörelsen Nu        | 33 733    | 1,8       | 20      |
| VKK                | 24 138    | 1,3       | 10      |
| Kristall           | 2 458     | 0,1       | 0       |
| Kommunister        | 1 842     | 0,1       | 0       |
| Pirater            | 1 651     | 0,1       | 0       |
| Liberalerna        | 930       | 0         | 0       |
| Djurrättspartiet   | 492       | 0         | 0       |
| Öppna Partiet      | 184       | 0         | 0       |
| Blå framtid        | 142       | 0         | 0       |
| SKE                | 80        | 0         | 0       |
| Medborgarpartiet   | 23        | 0         | 0       |
| Övriga             | 12 661    | 0,7       | 8       |
| Giltiga röster     | 1 857 391 | 99,6      |         |
| Ogiltiga röster    | 7 897     | 0,4       |         |
| Väljare            | 1 865 270 | 47,5      |         |
| Röstberättigade    | 3 927 728 | 47,5      |         |
| Källa:             |           |           |         |

Majoriteten (53 %) av dem som blev invalda var kvinnor.